# Triffoire
Le Triffoire est un petit affluent de la Seine qui coule dans les environs de Troyes, dans le département de l'Aube en région Grand Est.

## Géographie
Le Triffoire prend sa source sur Saint-Germain, vers Chevillèle à la limite de communes avec Saint-Pouange (en rive droite) ou il est rejoint par la Fosse Centrale,  qu'il marque pendant environ 450 m.  
Il marque ensuite la limite entre Saint-Germain et Saint-Léger-près-Troyes (en rive droite) sur environ 500 m, puis celle entre Saint-Léger-près-Troyes et Rosières-près-Troyes (en rive gauche) sur 2 100 m, et enfin celle entre Saint-Léger-près-Troyes et Bréviandes sur 1 750 m.
Coulant sur Bréviandes pendant 620 m, il passe ensuite sur Saint-Julien-les-Villas et conflue avec le bras de Seine appelé canal du Trévois, sur Troyes, en limite de commune avec Saint-Julien, immédiatement en aval de l'écluse de la Providence et de la rue Maurice Romagon.
Il est long de 7,9 km.

### Communes traversées
Le Triffoire arrose un département et six communes avec, d'amont vers l'aval :
Saint-Germain, Saint-Léger-près-Troyes, Rosières-près-Troyes, Bréviandes, Saint-Julien-les-Villas et Troyes.
Principalement utilisé pour alimenter les douves du château, des fosses sont situées dans la vallée du Triffoire, au lieu-dit Sainte-Scholastique.

## Affluents
D'amont en aval, le Triffoire reçoit le Linçon en rive gauche, sur Rosières-près-Troyes peu après avoir quitté Saint-Germain. Le Linçon a un affluent sur sa rive droite, le ru de la Fontaine aux Loups qui a préalablement reçu lui-même en sa rive droite le ru de Brébant. 

Noter que le SANDRE donne un affluent au  passage de communes de Saint-Germain à Rosières-Près-Troyes : la Profonde. Or ce cours d'eau n'est qu'un fossé artificiel reliant le Linçon au Triffoire.
Sur Bréviandes le Triffoire reçoit en rive droite la Fosse Centrale, un cours d'eau de 1 740 m de long provenant de la ferme des Blancs Fossés sur Saint-Pouange.